# María de los Ángeles Hernández Gómez
María de los Ángeles Hernández Gómez znana jako „Ángela” (ur. 2 sierpnia 1946 w Alicante, zm. 2 marca 2017 w Madrycie) – hiszpańska toreadorka.

## Życiorys
Była córką torreadora José Mari Manzanares. Karierę ze względu na ograniczenia prawne uniemożliwiające kobietom w jej rodzinnej Hiszpanii na występowania w roli toreadora zaczynała od występów na arenach Ameryki Południowej, w Meksyku, Gwatemali, Panamie i Wenezueli. W 1970 powróciła do Hiszpanii i doprowadziła do korzystnych dla niej zmiany prawa, zostając ostatecznie w 1975 pierwszym kobiecym toreadorem w Hiszpanii. Zmarła 2 marca 2017 w Madrycie w wyniku komplikacji po operacji barku.